# France au Concours Eurovision de la chanson 2013
La France a participé au Concours Eurovision de la chanson 2013  à Malmö en Suède et a sélectionné sa chanson et son artiste via une sélection interne organisé par le diffuseur français France 3. Amandine Bourgeois a représenté la France avec la chanson L'enfer et moi et termine à la 23e place avec 14 points lors de la finale,.

## Sélection interne
Le 22 janvier 2013, il est révélé que France 3 a organisé une sélection en privée avec 18 chansons pré-sélectionnées qui ont été présentées à un comité d'experts. Après une audition à l'aveugle, le comité a sélectionné la chanson L'enfer et moi, interprétée par Amandine Bourgeois et composée par Boris Bergman et David Salkin.
La chanson L'enfer et moi est présentée pour la première fois le 13 mars 2013 via une sortie sur Spotify. Le clip vidéo officiel du titre est disponible dès le lendemain sur le site web de France 3 et la chanson est présentée par Bourgeois dans C à vous sur France 5 le même jour. Elle est également présentée le 24 mars dans Chabada sur France 3.

## À l'Eurovision

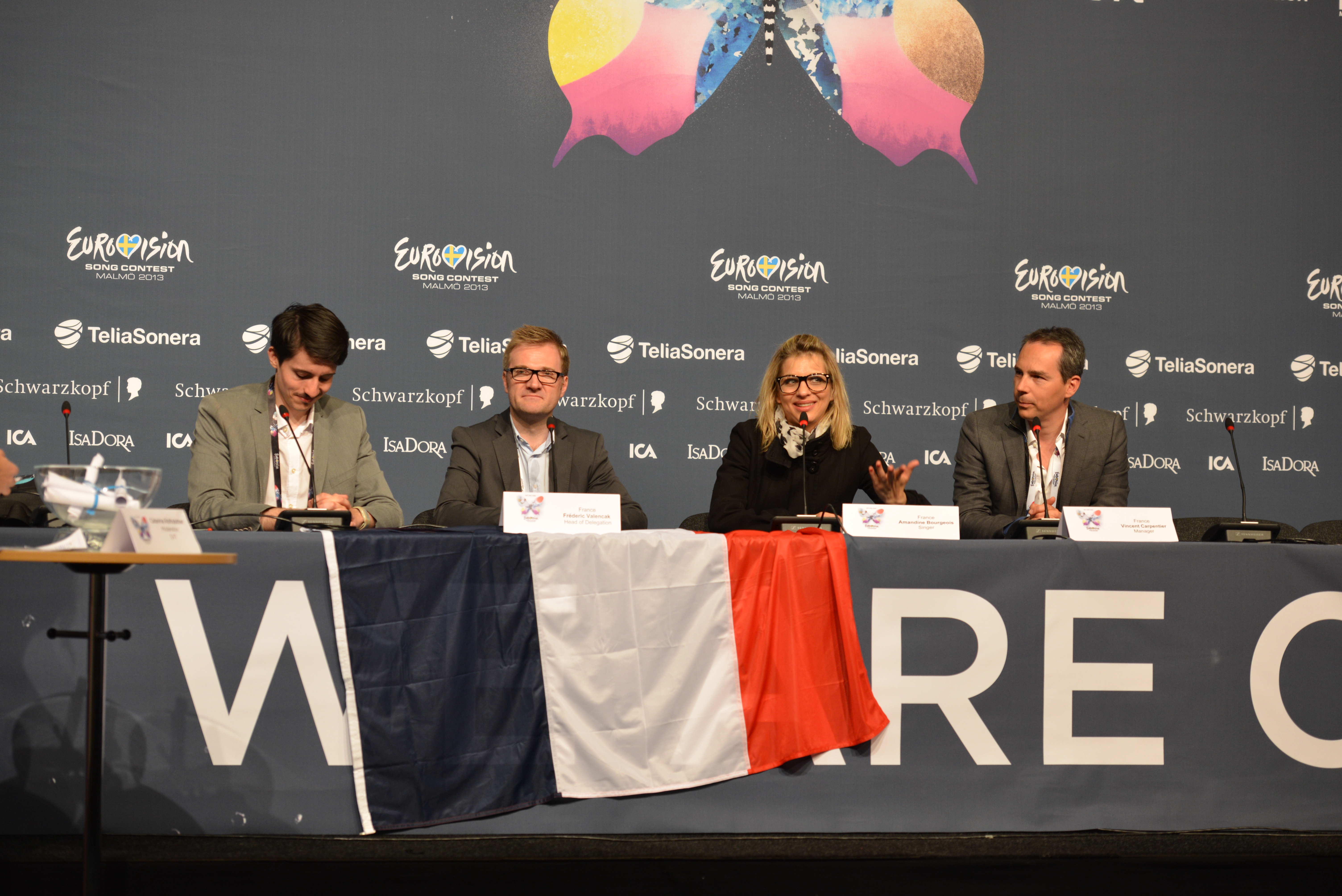
La délégation française durant sa conférence de presse le 15 mai.

En tant que membre du Big Five, la France est qualifiée d'office pour la finale qui a lieu le 18 mai 2013. En plus de sa participation à la finale, la France doit voter dans la seconde demi-finale qui a lieu le 16 mai.
Durant la conférence de presse de la délégation française le 15 mai, la France se voit attribuer (par tirage au sort) une place dans la première partie de la finale. Lors de celle-ci, les producteurs du concours décident que la France ouvre la compétition et qu'elle passe donc en première position avant la Lituanie. Le pays termine à la 23e place (sur 26) avec 14 points ce qui est son plus mauvais score depuis 2007.

### Points attribués à la France
| 12 points | 10 points | 8 points      | 7 points            | 6 points             |
| --------- | --------- | ------------- | ------------------- | -------------------- |
|           |           | - Saint-Marin |                     |                      |
| 5 points  | 4 points  | 3 points      | 2 points            | 1 point              |
|           |           |               | - Arménie - Islande | - Chypre - Macédoine |

### Points attribués par la France
| 12 points | Arménie     |
| 10 points | Suisse      |
| 8 points  | Azerbaïdjan |
| 7 points  | Finlande    |
| 6 points  | Roumanie    |
| 5 points  | Saint-Marin |
| 4 points  | Israël      |
| 3 points  | Hongrie     |
| 2 points  | Malte       |
| 1 point   | Bulgarie    |

| 12 points | Danemark    |
| 10 points | Italie      |
| 8 points  | Azerbaïdjan |
| 7 points  | Arménie     |
| 6 points  | Russie      |
| 5 points  | Belgique    |
| 4 points  | Moldavie    |
| 3 points  | Finlande    |
| 2 points  | Malte       |
| 1 point   | Roumanie    |